# (149976) 2005 UO6
149976 (2005 UO6) là một tiểu hành tinh vành đai chính được phát hiện ngày 24 tháng 10 năm 2005 bởi James Whitney Young ở Đài thiên văn Núi bàn gần Wrightwood, California.